# Abel dos Santos Fátima
Abel dos Santos Fátima ist ein leitender Beamter aus Osttimor. Von 2012 bis 2015 war er Kommissar in der Comissão da Função Pública (CFP, tetum Komisaun Funsaun Públik KFP, deutsch Kommission des öffentlichen Dienstes). In seiner Laufbahn war er davor Administrator verschiedener Distrikte Osttimors.

## Karriere
Santos Fátima begann seine Karriere im Öffentlichen Dienst der Kolonie Portugiesisch-Timor 1967. Hier arbeitete er als Verwaltungschef von Baguia. Während der indonesischen Besetzung Osttimors (1975–1999) war er von 1976 bis 1989, als Mitglied der União Democrática Timorense (UDT), Regierungspräsident (Bupati) des Distrikts Aileu. Dem folgten Posten als Chef für Bildungsangelegenheiten in Dili, oberster Repräsentant des indonesischen Religionsministeriums und schließlich stellvertretender Provinzgouverneur. Unter UN-Verwaltung wurde Santos Fátima Administrator der Distrikte Manatuto (2000–2002) und Cova Lima (2002–2004).
Santos Fátima war seit der Gründung der Kommission im Jahre 2004 Generaldirektor des Sekretariats des CFP, bevor er am 30. April 2012 zu einem der Kommissare vereidigt wurde. Er folgte damit Abel da Costa Freitas Ximenes, der im August Vizeminister für Handel, Industrie und Umwelt wurde. Das Amt hatte Santos Fátima bis zur Vereidigung neuer Kommissare am 29. Mai 2015 inne.